# Деменкова, Александра
Александра Деменкова (род. 1980; Кингисепп) — российский фотограф, документалист.

## Биография
Александра родилась 21 ноября 1980 года в Кингисеппе. В 2003 году окончила факультет иностранных языков Российского государственного педагогического университета им. А. И. Герцена.
В 2000—2002 гг. учится на Факультете Фотокорреспондентов им. Ю. А. Гальперина Союза журналистов Санкт-Петербурга и Ленинградской области.
В 2009 году проходит её первая персональная выставка в Музее истории фотографии (Санкт-Петербург).
С 2002 года Александра работает над собственными фотографическими темами и проектами. Участвует в многочисленных международных фестивалях и резиденциях для фотографов, среди которых LightWork Residency (США) и Rijksakademie van Beeldende Kunsten (Нидерланды).
Её персональные выставки прошли в России, Голландии, Бельгии, Франции, Латвии, Испании.
В 2014 году приняла участие в проекте «С чего начинается Родина?» и стала участником яхтенной фотографической экспедиции по водным путям России «От Белого до Чёрного моря», организованной Liberty.SU.

## Творчество
В своей работе Александра обращается к социальной тематике, исследуя сложные и часто неприглядные и скрытые темы, продолжая тем самым традиции гуманистической фотографии. Объектом её внимания становится повседневная жизнь людей вне больших городов. Особое место среди персонажей её фотографий занимают женщины с непростой судьбой. Жизнь героев её снимков порой переплетается с её собственной жизнью и это находит отражение в особой интимной тональности, присущей многим её фотографиям.
Я думаю, что для меня в моих собственных фотографиях самое главное, чтобы на них были живые люди, их повседневная жизнь со всеми радостями и горестями, с любовью, страхом, болью…
Александра предпочитает снимать на пленку, чаще всего на черно-белую.
Наверное, я какой-то неправильный фотограф: я не пользуюсь штативом и вспышкой, снимаю только широкоугольным объективом на черно-белую пленку. И, как говорят, ставя это мне в вину, снимаю только бедных и убогих. Я так не считаю: я снимаю обычных людей. Тех, которые мне нравятся. Это сложно объяснить. И я не знаю, почему я должна за это оправдываться. Так же как и за ч/б пленку.

## Групповые выставки (выборочно)[7]
- 2006 «Решающее мгновение. Сто фотографий ста фотографов», СПб — ЦВЗ «Манеж»[2]
- 2009 «A New Place to Live», Royal Court Theatre Company, Страдфорд-на-Эвоне
- 2009 Photographer.ru Gallery, «Русский стиль», Москва
- 2010 Beckel Odille Boicos Gallery, «Russian Photography», Париж
- 2012 Institut d’Estudis Fotogràfics de Catalunya, «Young Russian Stories», Барселона
- 2014 Музей Москвы, «С чего начинается Родина?», Москва[14][15]
- 2016 Музей Мирового Океана, «От Белого до Чёрного моря. Водный путь России», Калининград[10]

## Персональные выставки[7]
- 2009 Музей Истории Фотографии, Санкт-Петербург[4]
- 2010 De Nederlandsche Cacaofabriek, Хельмонд, Голландия
- 2011 Библиотека Saint-Jean-Baptiste, серия выставок «Зеркало — Современная Русская Фотография», Квебек
- 2011 Fotodoc, Центр им. Андрея Сахарова, Москва[16]
- 2012 Латвийский Музей Фотографии, Рига[17]
- 2012 Галерея H2O, «Russian Love», Барселона, Испания[18]
- 2012—2013 Галерея Shortcuts/Кинотеатр Forum, Lieux-Communs, Намюр, Бельгия[19]
- 2014 RF64 Spazio Minimo, Acquaviva, Сан Марино[20]
- 2014 Le Bleu du Ciel, Humaines, trop Humains (with Dana Popa), Лион, Франция[21]
- 2019 Résidence d’artiste à Bruxelles, Galerie Contretype, Брюссель, Бельгия